# Verordnung (EWG) Nr. 1677/88 (Gurkenverordnung)
Die Verordnung Nr. 1677/88/EWG zur Festsetzung von Qualitätsnormen für Gurken war eine Verordnung der Europäischen Gemeinschaft, die Gurken anhand verschiedener Merkmale in unterschiedliche Güteklassen einteilte. Da sie unter anderem festlegte, dass eine Gurke der Handelsklasse „Extra“ maximal eine Krümmung von zehn Millimetern auf zehn Zentimetern Länge aufweisen durfte, wurde die Verordnung als Gurkenverordnung oder Gurkenkrümmungsverordnung berühmt. Als solche stand sie synonym für eine als überbordend empfundene Bürokratie Brüssels und diente EU-Kritikern und Kabarettisten zwanzig Jahre lang als gängiger Beleg für zügellosen Regelungswahn der europäischen Verwaltung. Die Europäische Kommission setzte die Verordnung 2009 außer Kraft, obwohl sich eine Mehrheit der EU-Mitgliedstaaten sowie Handels- und Bauernverbände für eine Beibehaltung aussprachen. Die wichtigsten Großhändler verwenden die Vorgabe weiterhin als interne Normung.

## Einführung der Verordnung
Die Verordnung wurde 1988 verabschiedet. Sie war eine weitgehend wörtliche Übernahme der Empfehlungen der in Genf ansässigen Uno-Wirtschaftskommission für Europa (ECE), der 56 Mitgliedstaaten angehören. Als Europäische Verordnung besaß die Norm rechtlich bindenden Charakter. Die Regelungen gingen auf Wünsche des Handels zurück. Andere Quellen nennen eine Gemüseverordnung Dänemarks aus dem Jahr 1926 als Grundlage.
Bereits seit 1967 regelte in Österreich ein Qualitätsklassengesetz und ab 1968 diverse Qualitätsklassenverordnungen die Einteilung bestimmter landwirtschaftlicher Erzeugnisse nach Klassen und Qualitätsnormen von Früchten rigoros („Der Unterschied im Querdurchmesser darf bei Früchten [Äpfel und Birnen] der Klasse I, die lose verpackt sind, 10 mm betragen.“). Der für Gurken erlassene Paragraph in der Verordnung regelte ebenso bereits, dass für Gurken der Klasse „Extra“ die „maximale Krümmung 10 mm auf 10 cm Länge der Gurke“ zu betragen habe. Ebenso wie in der EU-Qualitätsnorm vermerkt durften auch krumme Gurken („Krümmung von über 20 mm auf 10 cm Länge der Gurke“), aber „nur getrennt von geraden oder leicht gebogenen Gurken“ im Handel angeboten werden. Diese Qualitätsklassenverordnung trat mit 30. Juni 1997 außer Kraft, nachdem Österreich 1995 der EU beigetreten war.

## Inhalt und Bedeutung

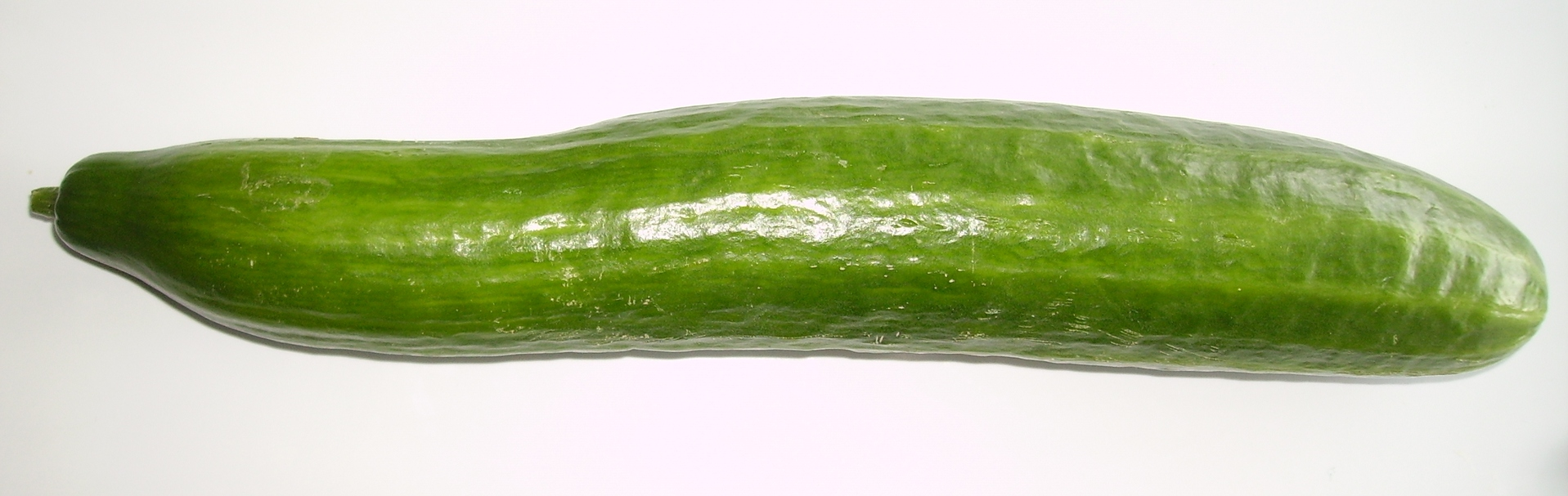
Gerade Gurke

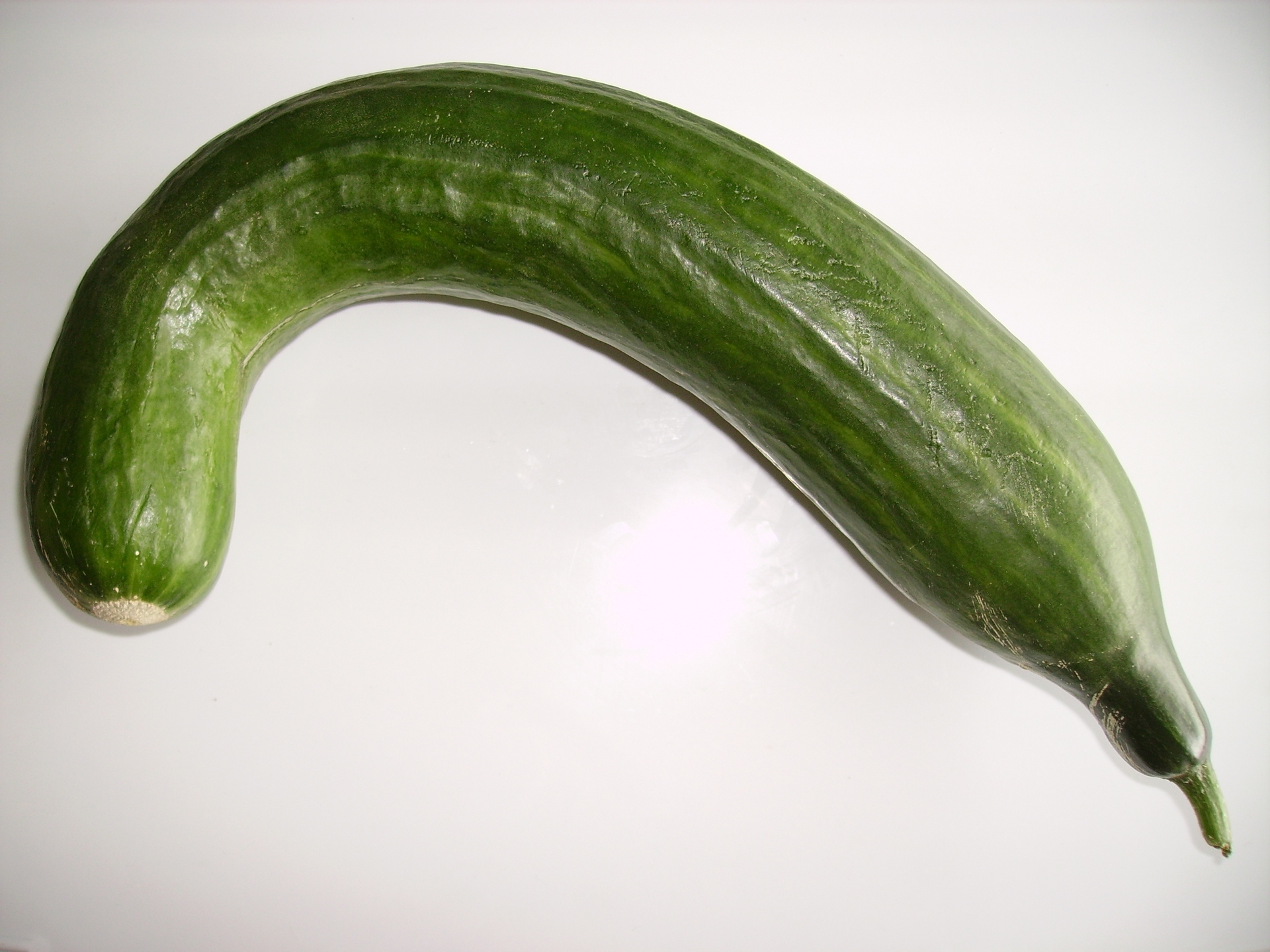
Eine Gurke mit einem nach Klasse III zulässigen Krümmungsgrad

Auf fünf Seiten enthielt die Verordnung vom Mindestgewicht über die Färbung bis zur Krümmung detaillierte Angaben über die Beschaffenheit von Gurken und definierte so die Güteklasse „Extra“ sowie die Handelsklassen I bis III. Gurken der Güteklasse Extra und der Klasse I durften demnach eine maximale Krümmung von zehn Millimetern auf zehn Zentimetern Länge aufweisen, für Handelsklasse II waren höchstens zwanzig Millimeter erlaubt. Die Gurke der Extraklasse sollte „praktisch gerade“, die der Handelsklasse I „ziemlich gut geformt“ sein.
Mit der Verordnung sollte ein Standard geschaffen werden, der Händlern, Verbrauchern und Verarbeitern europaweit vergleichbare Produkte garantiert. So wollte man erreichen, dass etwa ein Gemüsehändler nicht erst die Gurken in jedem Einzelfall zu begutachten hatte, sondern sich auf eine bestimmte Qualität verlassen konnte, und ein automatisiertes feinblättriges Schneiden zu Gurkensalat funktioniert mit einheitlich geformten Gurken besser als mit gekrümmten Exemplaren. Zudem profitierte der Handel von der problemloseren Verpackung und dem einfacheren Transport gerader gegenüber krummer Gurken, zumal so immer die gleiche Menge Gurken in einen standardisierten Karton passte. Da Gurken im Großhandel per Colli, im Einzelhandel hingegen pro Stück gehandelt werden, konnten so die Gewinnspannen der Händler pro verkaufter Einheit transparenter gestaltet werden.
Als Folge der Verordnung glich in fast allen größeren Geschäften Europas eine Gurke der anderen. Gurken, die von den vorgeschriebenen Standards abwichen, durften nicht als Qualitätsprodukte mit Güteklassensiegel verkauft werden, so dass sie meist geschnitten und in Essig eingelegt wurden, denn Einlegegurken fielen nicht unter die Bestimmungen. Der Aufwand, solche Gurken zu Gewürzgurken verarbeiten zu müssen, oder die Herabstufung in eine schlechtere Qualitätsklasse, für die nur ein geringerer Preis/Erlös zu erzielen war, führten jedoch auch dazu, dass sie häufig gleich als Abfall auf den Kompost wanderten. Von der Norm abweichende Gurken gab es fast nur noch direkt von Bauern, die ihre Produkte selbst vermarkteten, im Bioladen oder aus eigenem Anbau im Garten.
Damit verbunden war der Wandel von der „Bodenhaltung“ der Gurkenpflanzen zur „hängenden“ Aufzucht, die neben speziellen Pflanzenzüchtungserfolgen auch zur Entwicklung gerader Früchte beitrug.

## Rezeption
Die sogenannte Gurkenverordnung stand synonym für eine als bevormundend empfundene „Eurokratie“, für Regelungen, die nicht den (schlecht normierbaren) Geschmack als wesentliche Eigenschaft eines Lebensmittels in den Vordergrund stellten, und diente Europakritikern und Kabarettisten zwanzig Jahre lang als gängiger Beleg für ungehemmte Regelungswut der europäischen Verwaltung. Dass sie unter den zahlreichen vergleichbaren Handelsnormen für Obst und Gemüse als besonders grotesk empfunden wurde, lag an der stets zitierten Festlegung der Krümmung der Gurke. Eine vergleichbare Wirkung hatte lediglich die sogenannte „Eurobanane“, deren Eigenschaften seit 1994 durch die Verordnung Nr. 2257/94 mit einer ähnlichen Regelungsdichte festgelegt sind. Dass diese Verordnung aber keine Erfindung der Eurobürokraten war, sondern durch Lobbyarbeit von Verbänden durchgesetzt wurde, haben Kritiker und Satiriker nicht erkannt oder geflissentlich übersehen.

## Abschaffung der Verordnung
Der Anstoß zur Abschaffung der Verordnung ging von der EU-Kommission aus. Einen entsprechenden Vorschlag machte die dänische Agrarkommissarin Mariann Fischer Boel. Wegen der Bekanntheit der Verordnung wurde ihre Abschaffung als wichtiges Symbol für den Bürokratieabbau angesehen. So sprach Edmund Stoiber, der eine entsprechende Arbeitsgruppe leitete, von einem „Signal für ein neues Denken in Brüssel“.
Widerstand kam indes aus den Reihen der Mitgliedstaaten. Sechzehn Länder lehnten die Abschaffung ab, darunter Frankreich, Italien, Spanien und Polen. Unterstützt wurden sie vom europäischen Bauernverband COPA-COGECA sowie von Freshfel, dem Verband der Obst- und Gemüsehändler in der EU. Auch der Deutsche Bauernverband (DBV) nannte die Abschaffung „unverständlich und nicht nachvollziehbar“ und warnte vor „Wühltischen“ beim Selbstbedienungsverkauf im Supermarkt. Der Verband brachte zudem vor, dass es sich bei der Abschaffung der Norm um reine Symbolpolitik handle. Der Handel kritisierte, dass nach der Streichung der Norm die Vergleich- und Stapelbarkeit der Produkte nicht mehr gegeben sei.
Zunächst sprach sich auch das deutsche Landwirtschaftsministerium gegen eine Aufhebung aus. Da jedoch die CSU, der der damalige verantwortliche Bundesminister Horst Seehofer angehörte, traditionell zu den schärfsten Gegnern der „Eurokratie“ zählte und die mit Edmund Stoiber auch den Beauftragten der EU für Entbürokratisierung stellte, schwenkte das Ministerium schließlich um. Der verantwortliche Referent soll von Seehofer strafversetzt worden sein, da er die Symbolträchtigkeit der Verordnung verkannt habe. Kritiker befürchteten insbesondere, dass es statt einer europäischen Verordnung im Extremfall bald 27 nationale Krümmungsnormen geben würde. Obwohl eine Mehrheit der EU-Staaten sich für den Erhalt der Verordnung aussprach, setzte sich die Kommission im Verwaltungsausschuss letztlich mit ihrem Wunsch durch, da die Gegner nicht das nötige Stimmenquorum gegen die Kommission zusammenbrachten.
Gleichzeitig wurden auch ähnliche Vermarktungs-Normen abgeschafft für Zucchini, Möhren, Lauch, Spargel, Aprikosen, Artischocken, Auberginen, Avocados, Bohnen, verschiedene Kohlsorten, Kirschen, Pilze, Knoblauch, ganze Haselnüsse, Walnüsse, Melonen, Zwiebeln, Erbsen, Pflaumen, Sellerie, Spinat und Chicoree. Die Regelungen entfielen ab 1. Juli 2009. Standards wie „sauber“ und „praktisch frei von Schädlingen“ blieben hingegen bestehen, ebenso detaillierte Vorgaben für die elf am häufigsten verkauften Produkte Äpfel, Birnen, Zitrusfrüchte, Kiwis, Erdbeeren, Pfirsiche, Nektarinen, Weintrauben, Salatköpfe, Paprika und Tomaten. Diese machen 75 Prozent des EU-Handels an Obst und Gemüse aus.

## Nationalstaatliche und privatwirtschaftliche Normen
Auch nach der Deregulierung der europäischen Verwaltung blieb die ECE-Norm der Wirtschaftskommission für Europa der Vereinten Nationen (UNECE) bestehen, die im Gegensatz zu europäischen Verordnungen jedoch keine Gesetzeskraft besitzt. Die Verordnung überlebte außerdem in etlichen nationalstaatlichen Regelungen.
Ebenso bedient sich der Markt weiterhin der aufgehobenen Richtlinie, indem er sie teils als private Norm, etwa von Supermarktketten, beibehält oder aber den entsprechenden Standard der ECE als Referenz nutzt. Discounter wie Aldi und Lidl, die zusammen mehr als die Hälfte des Marktanteils an Obst und Gemüse in Deutschland umsetzen, haben ein Interesse an effizienten Normen, so dass sich der Großteil der im Handel befindlichen Gurken auch nach der Außerkraftsetzung der europäischen Verordnung nicht von den früheren Handelsklassen unterscheidet.